# Світло мого життя
«Світло мого життя» (англ. Light of My Life) — американський драматичний фільм режисера та актора Кейсі Аффлека, знятий за власним сценарієм, з Аффлеком, Анною Пньовськи, Томом Бауером й Елізабет Мосс у головних ролях.
Світова прем'єра фільму відбулась на Берлінському міжнародному кінофестивалі 8 лютого 2019 року. У світовий прокат стрічка вийшла 9 серпня 2019 року за сприянням Saban Films, прем'єра в Україні — 5 вересня 2019 року.

## Сюжет
Майже через десять років після того, як загадкова пандемія знищила більшу частину жіночого населення, чоловік і його дочка Рег ховаються у віддаленому місці в Британській Колумбії. Рег — остання жінка на Землі, тому її батько повинен захищати доньку. Він її замаскував під хлопчика, щоб уберегти від чоловіків, які шукають жінок. Згадуючи передсмертну розмову з дружиною, чоловік обіцяє розповісти дівчинці все про її маму.
Вийшовши з лісу, вони ховаються кілька днів в покинутому будинку, що раніше належав жінкам. Вони змушені були тікати через появу двох чоловіків. Вони дістаються будинку, в якому виріс тато. Зараз там переховується Том з друзями Келвіном і Леммі. Том — релігійна людина, він одразу починає дружньо ставитись до гостей. Ночами батько з Рег потрішки ховають свої речі у сараї на випадок появи незнайомців. Том навчає Рег стрільбі з дробовика. Зрештою чоловік впізнає в «синові» дівчинку та розповідає про свої втрати жінок. Зворушений його історією, батько визнає, що вона, дійсно, дочка.
Пізніше троє чоловіків вдираються в будинок і вбивають Тома з друзями. Рег і її батько йдуть на горище, чоловік встигає викинути доньку у вікно. Впоравшись з двома бандитами, третій — майже вбиває його, але з'являється донька, яка вбиває злодія, хоча й зачіпає батька. Вони йдуть у сарай, Рег витягує кулю з рани. Батько згадує дружину та обіцянку піклуватися про дівчинку. Після того, як Рег обробила рану, чоловік каже, що вони можуть піти в інше безпечне місце з доброзичливими людьми, про яке розповідав Том. Він починає ридати, а Рег втішає його.

## У ролях
| Актор          | Роль    |
| -------------- | ------- |
| Кейсі Аффлек   | тато    |
| Анна Пньовськи | Рег     |
| Елізабет Мосс  | мама    |
| Том Бауер      | Том     |
| Тімоті Веббер  | Леммі   |
| Хротгар Метьюз | Кальвін |
| Сюзан Блеквелл | Гвен    |
| Іса Девіс      | Таня    |
| Алекс Кранмер  | Едді    |

## Виробництво
У вересні 2016 року було оголошено, що Кейсі Аффлек буде сценаристом, режисером і актором фільму, а Тедді Шварцман став продюсером від своєї компанії Black Bear Pictures. У лютому 2017 року було оголошено, що Анна Пньовськи зіграє роль у фільмі, Sierra/Affinity була залучена для виробництва та здійснення міжнародних продажів. У серпні 2018 року Елізабет Мосс приєдналася до акторського складу.
Основне знімання розпочали в лютому 2017 року в Оканагані, Британська Колумбія. Крім того, знімання відбувалося у Ванкувері.
Деніел Гарт став композитором фільму. Саундтрек вийшов на Varese Sarabande Records 16 серпня 2019 року.

## Випуск
Світова прем'єра відбулася на Берлінському міжнародному кінофестивалі 8 лютого 2019 року. Незабаром після цього Saban Films придбала права на розповсюдження фільму. Стрічка вийшла 9 серпня 2019 року, в Україні — 5 вересня 2019 року. Локалізований трейлер вийшов 13 серпня 2019 року.

## Сприйняття

### Касові збори
Фільм зібрав $ 20 056 у США та Канада та 199 414 доларів на інших територіях, зокрема в Україні 144 989 гривень. Загальна сума зборів склала 219 470 доларів.

### Критика
На сайті Rotten Tomatoes фільм має рейтинг 79 % на основі 38 відгуків від критиків, з середньозваженою оцінкою 6,7 / 10. У критичному консенсусі зазначено: «Його навмисний темп може випробувати терпіння, але глядачі, налаштовані на витвережувальну хвилю „Світла мого життя“, отримають у винагороду жахастик, який змушує задуматися». На Metacritic фільм має рейтинг 67 зі 100 на основі 16 відгуків від критиків, що вказує на «в цілому сприятливі відгуки».

### Номінації та нагороди
| Нагороди та номінації фільму «Світло мого життя» | Нагороди та номінації фільму «Світло мого життя» | Нагороди та номінації фільму «Світло мого життя» | Нагороди та номінації фільму «Світло мого життя» | Нагороди та номінації фільму «Світло мого життя» | Нагороди та номінації фільму «Світло мого життя» |
| Рік                                              | Кінофестиваль/кінопремія                         | Категорія/нагорода                               | Номінант                                         | Результат                                        |                                                  |
| ------------------------------------------------ | ------------------------------------------------ | ------------------------------------------------ | ------------------------------------------------ | ------------------------------------------------ | ------------------------------------------------ |
| 2019                                             | Берлінський міжнародний кінофестиваль            | «Панорама»                                       | Кейсі Аффлек                                     | Номінація                                        |                                                  |
| 2019                                             | Єрусалимський міжнародний кінофестиваль          | Нагорода Фонду Габріеля Шеровера                 | Кейсі Аффлек                                     | Номінація                                        |                                                  |